# Gustav Weder
Gustav Weder (n. 2 august 1961, Diepoldsau⁠(d), Cantonul St. Gallen, Elveția) este un bober ce a reprezentat Elveția, medaliat olimpic. A participat la 3 ediții ale Jocurilor Olimpice (1988, 1992, 1994) în care a câștigat o medalie de argint și o medalie de bronz.